# Jelena (film)
Jelena (Russisch: Еле́на) is een Russische film van Andrej Zvjagintsev uit 2011.

## Verhaal
In een luxueus appartement in Moskou leeft een ouder koppel. Vladimir en Jelena, respectievelijk zakenman en verpleegster op rust, hebben leeglopers van kinderen uit een eerder huwelijk. Jelena kan geld gebruiken om de familie van haar zoon te onderhouden, maar Vladimir weigert. Bij plotse gezondheidsproblemen is hij bovendien van plan om zijn erfenis integraal aan zijn dochter na te laten...

## Nominaties en prijzen
- Speciale prijs van de jury in de sectie Un certain regard op het Filmfestival van Cannes
- Grote prijs voor de beste film op het Filmfestival van Gent
- Beste regisseur, actrice en camera op het Filmfestival van Durban
- Beste actrice op het Festival voor nieuwe cinema in Montréal
- Nominatie voor de beste actrice op de European Film Awards